# Бург (Дитмаршен)
Бург (нем. Burg) — община в Германии, в земле Шлезвиг-Гольштейн.
Входит в состав района Дитмаршен. Подчиняется управлению КЛьГ Бург-Зюдерхаштедт. Население составляет 4270 человека (на 31 марта 2010 года). Занимает площадь 11,23 км².

## Галерея

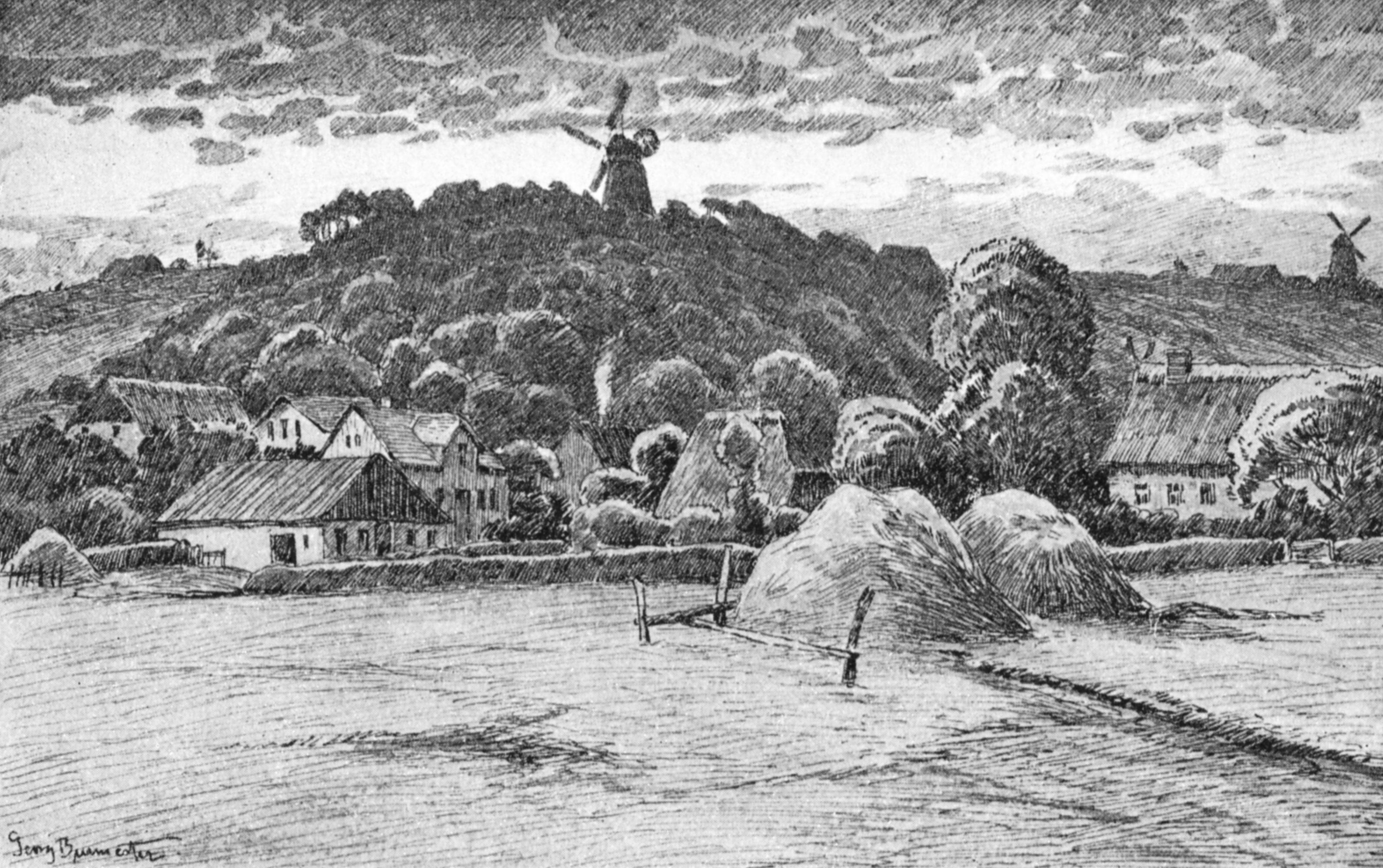
Рисунок замка Дитмаршен. Около 1895 год
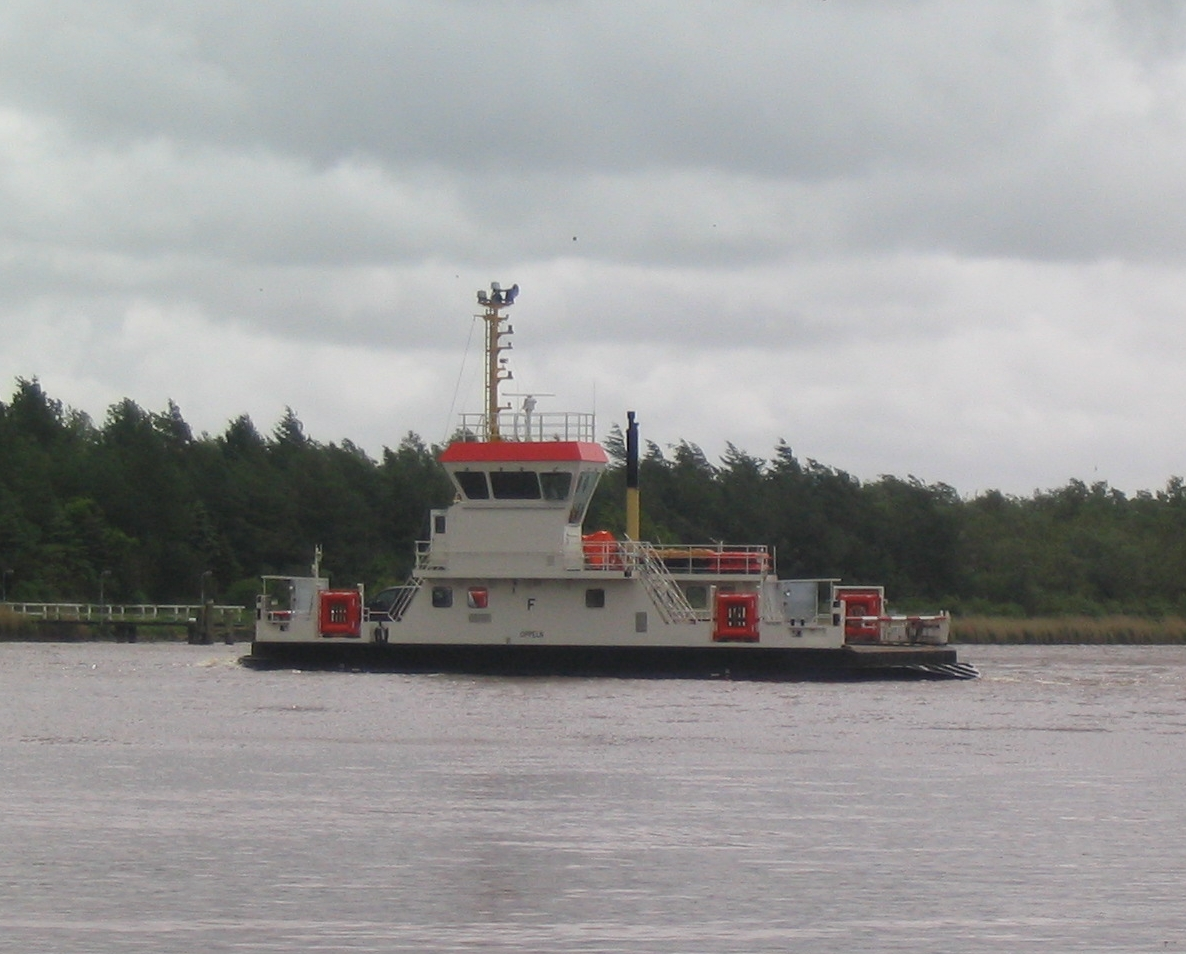
Паром на реке
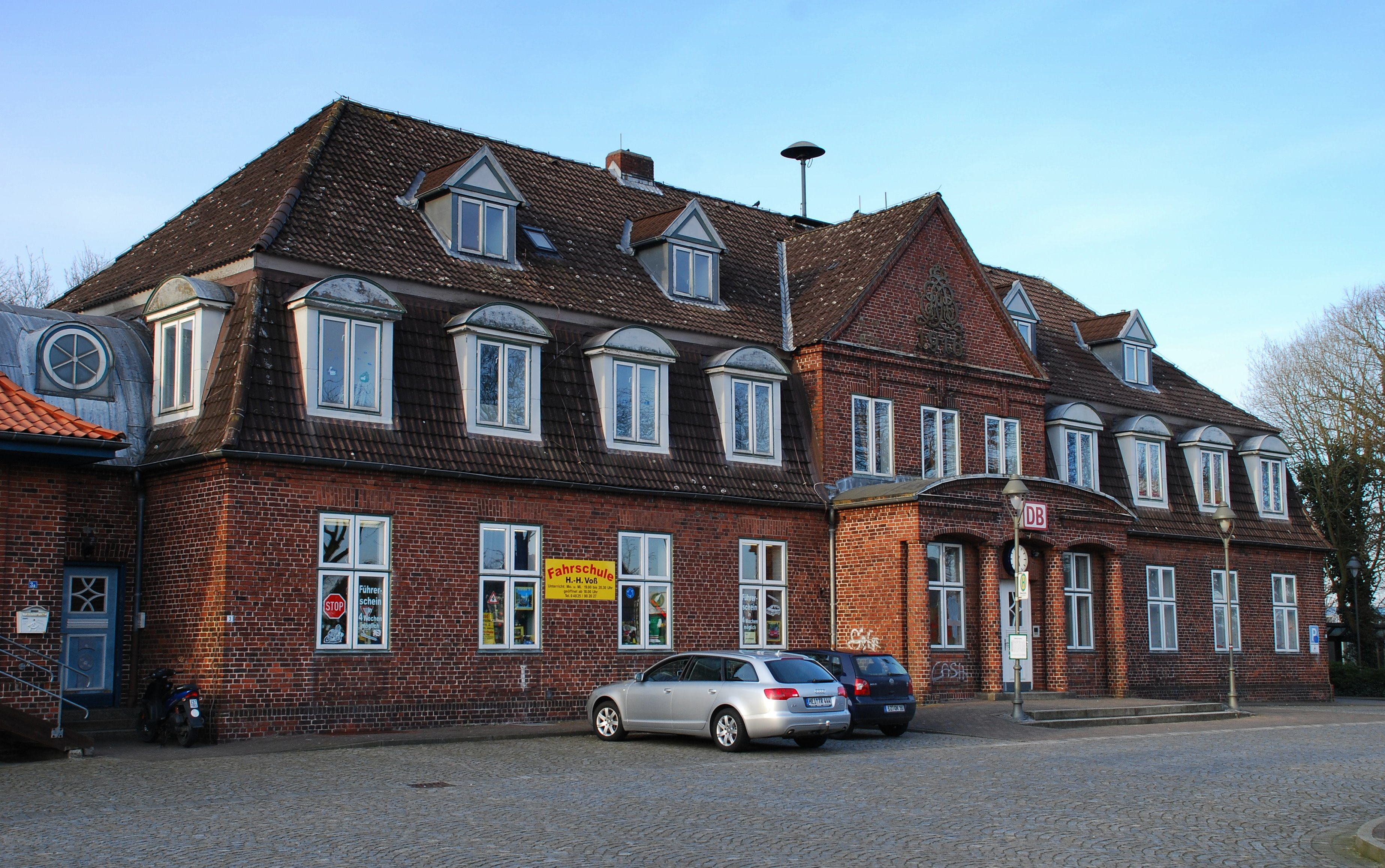
Здание железнодорожной станции